# Entelloptera rogenhoferi maesta
Entelloptera rogenhoferi maesta es una subespecie de mantis de la familia Mantidae.

## Distribución geográfica
Se encuentra en Transvaal (Sudáfrica).